# Хуго Черния
Хуго Черния (на френски: Hugues le Noir; † 17 декември 952) от фамилията Бувиниди, e от 923 г. херцог на Бургундия, граф на Санс (923 – 936/940) и от 936 г. граф и маркграф на Прованс.

## Биография
Той е най-малкият син на херцог Рихард I Застъпник († 921) и Аделхайд, дъщеря на Конрад II, граф на Оксер и сестра на крал Рудолф I от Бургундия (Велфи). Брат е на Раул († 936), херцог на Бургундия и крал на Франция (923 – 936), и на Бозон I († 935), граф на Прованс.
След смъртта на брат му Раул през 936 г., Хуго не признава новия крал Луи IV и му се взема почти цялата собственост. Той е инхафтиран една година близо до Нидерландската граница. След една година той е освободен (937) и се сдобрява с краля.
Хуго Черния не се жени. Наследството си той разделя между двамата мъже на сестрите му Гизелберт и Леталд II.